# به کودکان یاد بدهید شیطان را بپرستند
«به کودکان یاد بدهید شیطان را بپرستند» (به انگلیسی: Teach Children to Worship Satan) یک کاور آلبوم چندآهنگه از گروه سوئدی دارک فیونرال است که در سال ۲۰۰۰ منتشر شد. دارک فیونرال در این آلبوم به‌غیر از ترانهٔ آغازین که متعلق به خودشان است، ۴ اثر از اسلیر، سودوم، کینگ دایموند و مِیهِم را بازخوانی کرده‌اند. به کودکان یاد بدهید شیطان را بپرستند با برچسب شرکت سوئدی «نو فَشِن رکوردز» و پیش از آن منتشر شد که گروه با نکروپولیس رکوردز قرارداد امضا کنند.

## فهرست ترانه‌ها
- ۱- «یک شاگرد شیطان»[پانویس ۱] (دارک فیونرال)
- ۲- «محاکمه»[پانویس ۲] (کینگ دایموند)
- ۳- «ماسک پوست مُرده»[پانویس ۳] (اسلیر)
- ۴- «افتاده را به‌یاد داشته باش»[پانویس ۴] (سودوم)
- ۵- «وحشت مشرک»[پانویس ۵] (میهم)

## اعضای مشارکت‌کننده
- لرد اهریمن: نوازندهٔ گیتار
- امپرر میگس کالیگولا: خواننده و نوازندهٔ گیتار باس
- دومینیون: نوازندهٔ گیتار
- گاهن‌فاست: نوازندهٔ درامز

## پی‌نوشت
1. ↑  An Apprentice of Satan
2. ↑  The Trial
3. ↑  Dead Skin Mask
4. ↑  Remember the Fallen
5. ↑  Pagan Fears